# Rio Ceptura
O Rio Ceptura é um rio da Romênia, afluente do Vediţa, localizado no distrito de Olt.